# Blanca van Artesië
Blanca van Artesië, ook bekend als Blanca (Blanche) van Navarra (?, ? 1248 - Parijs, 2 mei 1302), was de dochter van Robert I, graaf van Artesië en derde zoon van Lodewijk VIII van Frankrijk.
Ze was regentes van Navarra van 1274 tot 1284 voor haar dochter Johanna I. 
Door haar eerste huwelijk in 1269 werd ze de echtgenote van Hendrik I van Navarra, maar die overleed echter al in 1274. Door haar tweede huwelijk in 1276 met Edmund Crouchback, 1e graaf van Lancaster, tweede zoon van Hendrik III van Engeland en Eleonora van Provence, werd ze gravin van Lancaster.
Uit haar eerste huwelijk had ze een dochter:
Johanna I van Navarra
Uit haar tweede huwelijk had ze de volgende kinderen:
Thomas Plantagenet, 2e graaf van Lancaster.
Hendrik Plantagenet, 3e graaf van Lancaster.
John Plantagenet, Heer van Beaufort.
Maria Plantagenet (1284-1289).
Van 1274 tot 1284 regeerde ze ook over de graafschappen Brie, Champagne, Troyes en Meaux voor haar dochter Johanna.

## Voorouders
| Voorouders van Blanca van Artesië (1248-1303) | Voorouders van Blanca van Artesië (1248-1303)                                  | Voorouders van Blanca van Artesië (1248-1303)                                  | Voorouders van Blanca van Artesië (1248-1303)                                  | Voorouders van Blanca van Artesië (1248-1303)                                  | Voorouders van Blanca van Artesië (1248-1303)                            | Voorouders van Blanca van Artesië (1248-1303)                            | Voorouders van Blanca van Artesië (1248-1303)                            | Voorouders van Blanca van Artesië (1248-1303)                            |
| --------------------------------------------- | ------------------------------------------------------------------------------ | ------------------------------------------------------------------------------ | ------------------------------------------------------------------------------ | ------------------------------------------------------------------------------ | ------------------------------------------------------------------------ | ------------------------------------------------------------------------ | ------------------------------------------------------------------------ | ------------------------------------------------------------------------ |
| Overgrootouders                               | Filips II van Frankrijk (1165-1223) ∞ 1180 Isabella van Henegouwen (1170-1190) | Filips II van Frankrijk (1165-1223) ∞ 1180 Isabella van Henegouwen (1170-1190) | Alfons VIII van Castilië (1155-1214) ∞ 1170 Eleonora van Engeland (1162-1214)  | Alfons VIII van Castilië (1155-1214) ∞ 1170 Eleonora van Engeland (1162-1214)  | Hendrik I van Brabant (1160-1235) ∞ Mathilde van Boulogne (±1161–1210)   | Hendrik I van Brabant (1160-1235) ∞ Mathilde van Boulogne (±1161–1210)   | Filips van Zwaben (1177-1208) ∞ 1197 Irena Angela (1181-1208)            | Filips van Zwaben (1177-1208) ∞ 1197 Irena Angela (1181-1208)            |
| Grootouders                                   | Lodewijk VIII van Frankrijk (1187-1226) ∞ 1200 Blanca van Castilië (1188-1252) | Lodewijk VIII van Frankrijk (1187-1226) ∞ 1200 Blanca van Castilië (1188-1252) | Lodewijk VIII van Frankrijk (1187-1226) ∞ 1200 Blanca van Castilië (1188-1252) | Lodewijk VIII van Frankrijk (1187-1226) ∞ 1200 Blanca van Castilië (1188-1252) | Hendrik II van Brabant (1207-1248) ∞ Maria van Zwaben (1201-1235)        | Hendrik II van Brabant (1207-1248) ∞ Maria van Zwaben (1201-1235)        | Hendrik II van Brabant (1207-1248) ∞ Maria van Zwaben (1201-1235)        | Hendrik II van Brabant (1207-1248) ∞ Maria van Zwaben (1201-1235)        |
| Ouders                                        | Robert I van Artesië (1216-1250) ∞ 1200 Machteld van Brabant (1224-1288)       | Robert I van Artesië (1216-1250) ∞ 1200 Machteld van Brabant (1224-1288)       | Robert I van Artesië (1216-1250) ∞ 1200 Machteld van Brabant (1224-1288)       | Robert I van Artesië (1216-1250) ∞ 1200 Machteld van Brabant (1224-1288)       | Robert I van Artesië (1216-1250) ∞ 1200 Machteld van Brabant (1224-1288) | Robert I van Artesië (1216-1250) ∞ 1200 Machteld van Brabant (1224-1288) | Robert I van Artesië (1216-1250) ∞ 1200 Machteld van Brabant (1224-1288) | Robert I van Artesië (1216-1250) ∞ 1200 Machteld van Brabant (1224-1288) |